# Anacamptis gerakarionis
Anacamptis gerakarionis är en orkidéart som först beskrevs av Faller och K.Kreutz, och fick sitt nu gällande namn av H.Kretzschmar, Eccarius och H.Di. Anacamptis gerakarionis ingår i släktet salepsrötter, och familjen orkidéer. Inga underarter finns listade i Catalogue of Life.